# Paul Lindau (Bildhauer)
Rudolf Wilhelm Paul Lindau (* 23. Oktober 1881 in Ortrand; † 13. Februar 1945 in Dresden) war ein deutscher Bildhauer.

## Leben
Lindau lernte den Beruf eines Holzbildhauers und besuchte eine Zeichenschule. Er studierte von 1902 bis 1903 an der Königlich Sächsischen Kunstgewerbeschule in Dresden und anschließend von 1906 bis 1914 an der dortigen Königlich-Sächsischen Akademie der Bildenden Künste. 1906 wurde er Mitglied des Corps Lusatia Dresden. Zu seinen Lehrern gehörten Richard Müller, Robert Diez und Selmar Werner.
Nach einer Studienreise nach Italien lebte und wirkte er ab 1913 in Dresden. Er war Mitglied verschiedener Kunstvereinigungen und des Reichsverbandes bildender Künstler. Er kam bei der Bombardierung Dresdens 1945 um, eine Bestattung konnte nicht stattfinden. Nur wenige Werke Lindaus haben sich erhalten. Eine Vielzahl wurde während des Zweiten Weltkriegs zerstört bzw. nach 1945 demontiert.

## Werke
- 1912: Bildnisbüste der Gattin des Künstlers (im Kunstgewerbemuseum Dresden)
- 1913: Bildnisgruppe im Schlosspark Zabeltitz bei Großenhain
- 1913: Bildnisgruppe im Park in Körchow in Mecklenburg
- 1914: Bronzerelief Tänzerin (im Stadtmuseum Dresden)
- 1914: Gipsrekonstruktion der Athena Lemnia des Phidias, gemeinsam mit Georg Treu (Abgusssammlung der Staatlichen Kunstsammlungen Dresden, Abgüsse hergestellt in der Gipsformerei Dresden)
- 1920: Melancholie (im Westendpark, heute Fichtepark, in Plauen bei Dresden, verschollen)
- 1922: Kriegerdenkmal in Ohorn
- 1923: Kriegerdenkmal in Sayda
- 1923: Kriegerdenkmal in Kirchberg
- 1923: Kriegerdenkmal in der Forstakademie in Tharandt
- 1928: Reliefs aus Klinkerformsteinen (gemeinsam mit Paul Wachs und Johannes Ernst Born) nach Motiven der Brüder Grimm, Wohngebäude „Märchenhaus“, Finsterwalde, Friedrich-Hebbel-Straße 16–22 (Architekt: Karl Dassel)[3]
- 1928: Aulaschmuck im Realgymnasium in Forst, Jahnstraße 1–9 (Architekt: Rudolf Kühn)
- 1939: Bronze Badende, ausgestellt auf der Großen Deutschen Kunstausstellung 1939[4]
- 1941: Bronzerelief Drei Grazien, ausgestellt auf der Großen Deutschen Kunstausstellung 1941 (Austauschaktion Dezember 1941)[5]

## Schriften
- Ton und Zement als Werkstoff des Künstlers. In: Tonindustrie-Zeitung. 46, 1922, S. 44.